# Тонално набиране
Тонално набиране или тонален сигнал, или DTMF (английски: Dual-tone multi-frequency signaling) е двутонален многочестотен аналогов сигнал, който се използва при набирането на телефонни номера, а също така и в различни интерактивни системи, например интерактивна система за гласови отговори.